# Splittermond
Splittermond ist ein deutsches Pen-&-Paper-Rollenspiel, das vom Uhrwerk Verlag herausgegeben wird. Es basiert auf einem eigens entwickelten Regelsystem und ermöglicht das Rollenspiel in der Fantasy-Spielwelt Lorakis.

## Die Regeln
Die Regeln von Splittermond folgen dem Aufbau eines Rollenspielsystems.

### Charaktererschaffung
Die Spieler erschaffen sich Spielercharaktere nach einem Punktesystem, wobei es die Module Rasse, Kultur, Abstammung und Ausbildung gibt. Neben den in den meisten Fantasy-Spielen auftretenden Menschen, Zwergen und Alben können die Spieler auch die Rolle eines Gnomen oder Vargen (Wolfsmenschen) übernehmen. Jeder Spielercharakter ist eine schicksalshafte Persönlichkeit mit besonderen Fähigkeiten, da er als Splitterträger einen Teil des namensgebenden Splittermondes in sich trägt. Dadurch verfügen Spielercharaktere über sog. Splitterpunkte, mit denen unter anderem Probenergebnisse verbessert oder spezielle Gaben eingesetzt werden können. Im Verlauf des Spiels sammeln die Spielercharaktere außerdem Erfahrungspunkte an, mit denen sie ihre weltlichen oder magischen Fertigkeiten verbessern und neue Stufen erreichen können. Bei Splittermond gibt es insgesamt vier Stufen, Heldengrade genannt, die ein Maß für die Stärke eines Spielercharakters sind und dessen Werte begrenzen.

### Interaktion mit der Spielwelt
Die Spielwelt wird durch einen Spielleiter repräsentiert, der die physische, magische, göttliche oder geisterhafte Umwelt darstellt, in der sich die Spielercharaktere bewegen, sowie die Nicht-Spieler-Charaktere führt, mit denen die Spieler interagieren. Neben dem rein erzählerischen Spiel sieht das Regelwerk Proben auf Charaktereigenschaften vor. Hierfür nutzt Splittermond zwei 10-seitige Würfel (wodurch eine diskrete Dreiecksverteilung erzeugt wird), zu deren Ergebnis der Fertigkeitswert des Spielercharakters addiert wird. Die Summe muss den Wert für eine zu bewältigende Herausforderung erreichen, wenn die Probe gelingen soll. Solche Proben werden insbesondere beim Ausspielen von Konflikten vom Regelsystem verlangt, also beim bewaffneten Kampf, beim Zaubern und bei verbalen Auseinandersetzungen. Besonders gute oder besonders schlechte Probenergebnisse drücken sich regeltechnisch in positiven (bzw. negativen) Erfolgsgraden aus, wodurch eine Probe nicht einfach nur ge- oder misslungen ist, sondern auch besonders gute oder besonders schlechte Konsequenzen nach sich ziehen kann. Zahlreiche Einzelregeln zu spezifischen Rollenspielsituationen (Taktik und Anführen, Recherchieren, Reisen, Herstellung von Gegenständen/Tränken/Artefakten, Dressur eines Tieres usw.) ergänzen das Regelwerk.
Untypisch für ein deutsches Rollenspiel ist das auf Ticks basierende Kampfsystem, bei dem ein Kampf nicht rundenbasiert ausgetragen wird (jeder Teilnehmer hat pro Runde eine definierte Anzahl von Aktionen), sondern jeder einzelnen Aktion eine eigene Tickzahl zugewiesen wird, sodass die Handlungsreihenfolge stets unterschiedlich verläuft.

### Einsteigerregeln
Mit der „Splittermond Einsteigerbox“ erschien 2015 eine vereinfachte Version der Splittermond-Regeln, die zwar weniger Optionen bietet, dafür aber leichter zugänglich ist. Die Einsteigerregeln richten sich dabei sowohl an Spieler mit wenig Erfahrung, als auch an Personen, die Splittermond gerne mit weniger komplexen Regeln spielen wollen. Die Regeln der Splittermond Einsteigerbox umfassen nur den ersten und zweiten Heldengrad, werden aber mit der (noch nicht erschienenen) „Einsteigerbox – Das Abenteuer geht weiter“ um die Heldengrade 3 und 4 erweitert.

## Die Welt

Die vier Domänen (Herrschaftsgebiete) aus Sicht des Diesseits

Splittermond ist auf dem Kontinent Lorakis angesiedelt, der sowohl von seinen Ausmaßen her als auch klimatisch mit Eurasien im Mittelalter vergleichbar ist. Die Welt bietet europäische, persisch-indische, asiatische, mittelamerikanische und afrikanische Kulturen, hinzu kommen typische Fantasykulturen wie zwergische Bergvölker oder albische Waldreiche, allesamt auf dem technischen Niveau des Hochmittelalters oder davor. Verbindende Elemente dieser Kulturkreise sind zum einen die gemeinsame Geschichte der Völker, die vor etwa 1.000 Jahren noch Sklaven der untergegangenen Drachlinge waren, und zum anderen die geheimnisvollen Mondpfade, die einzelne Regionen durch verwunschene Pfade durch die Feenwelten miteinander verbinden.
Magie ist auf Lorakis allgegenwärtig und auch den einfachen Bewohnern zugänglich. Religiosität ist ebenfalls weit verbreitet, wobei der Glaube polytheistisch und dem antiken Weltbild entlehnt ist. Rassenkonflikte existieren hingegen kaum, durch die gemeinsame Vergangenheit als Sklavenvölker hat sich in den meisten Gegenden eine große Toleranz gegenüber Andersartigen herausgebildet.
Bei der Schaffung der Welt wurde die Spielergemeinschaft mit einbezogen, wobei unter anderem auch die Geschichte weiterentwickelt wurde.

## Publikationen

### Regeln und Hintergrundbände
| Name                                                     | Erscheinungsdatum  | ISBN                   | Format                                                                   | Links, Handouts |
| -------------------------------------------------------- | ------------------ | ---------------------- | ------------------------------------------------------------------------ | --- |
| Schnellstarter-Regeln                                    | 1. Juni 2013       | (ohne)                 | 40 Seiten, Softcover                                                     | - Download als PDF bei Splittermond.de - Der „Schnellstarter“ im Splitterwiki (Memento vom 17. August 2014 im Internet Archive) |
| Splittermond: Die Welt                                   | 6. März 2014       | ISBN 978-3-942012-77-5 | 280 Seiten, Hardcover                                                    | - Download Kartenwerk bei Splittermond.de - „Splittermond: Die Welt“ im Splitterwiki                                            |
| Schnellstarter-Regeln GRT-Ausgabe                        | 7. April 2014      | (ohne)                 | 44 Seiten, Softcover                                                     | - Download als PDF bei Splittermond.de - Der „GRT-Schnellstarter“ im Splitterwiki                                               |
| Splittermond: Die Regeln                                 | 29. Juni 2014      | ISBN 978-3-942012-67-6 | 352 Seiten, Hardcover                                                    | - Download als PDF bei Splittermond.de - „Splittermond: Die Regeln“ im Splitterwiki                                             |
| Splittermond Spielleiterschirm & NSC Heft                | 11. November 2014  | ISBN 978-3-942012-98-0 | 4 Seiten, Hardcover (Spielleiterschirm), 32 Seiten, Softcover (NSC-Heft) | - Download Cover bei Splittermond.de - „Lorakische Charaktere“ im Splitterwiki                                                  |
| Die Arwinger Mark – Im Schatten des Kynhold              | 15. Januar 2015    | ISBN 978-3-942012-87-4 | 58 Seiten, Softcover                                                     | - Download als PDF bei Splittermond.de - „Die Arwinger Mark“ im Splitterwiki                                                    |
| Splittermond Einsteigerbox – Aufbruch ins Abenteuer      | 20. Juli 2015      | ISBN 978-3-95867-001-3 | 250 Seiten, Box                                                          | - Download Spielhilfen bei Splittermond.de - Die „Einsteigerbox“ im Splitterwiki                                                |
| Mondstahlklingen – Ausrüstung & Handwerk in Lorakis      | 27. August 2015    | ISBN 978-3-942012-29-4 | 134 Seiten, Hardcover                                                    | - „Mondstahlklingen“ im Splitterwiki                                                                                            |
| Bestien & Ungeheuer – Kreaturen von Lorakis              | 8. Oktober 2015    | ISBN 978-3-95867-026-6 | 156 Seiten, Hardcover                                                    | - „Bestien & Ungeheuer“ im Splitterwiki                                                                                         |
| Jenseits der Grenzen – Die Feenwelten von Lorakis        | 17. März 2016      | ISBN 978-3-95867-038-9 | 144 Seiten, Hardcover                                                    | - „Jenseits der Grenzen“ im Splitterwiki                                                                                        |
| Dakardsmyr – Im Nebel der Myrkansümpfe                   | 19. Mai 2016       | ISBN 978-3-95867-048-8 | 64 Seiten, Softcover                                                     | - „Dakardsmyr“ im Splitterwiki                                                                                                  |
| Selenia – Kaiserreich unter den Monden                   | 27. Juni 2016      | ISBN 978-3-95867-043-3 | 136 Seiten, Hardcover                                                    | - „Selenia“ im Splitterwiki |
| Splittermond: Die Götter                                 | 13. Oktober 2016   | ISBN 978-3-95867-056-3 | 176 Seiten, Hardcover                                                    | - „Splittermond: Die Götter“ im Splitterwiki                                                                                    |
| Die Surmakar – Unter gleißender Sonne                    | 27. Oktober 2016   | ISBN 978-3-95867-064-8 | 64 Seiten, Softcover                                                     | - „Die Surmakar“ im Splitterwiki                                                                                                |
| Bestienmeister – Tiergefährten in Lorakis                | 15. Dezember 2016  | ISBN 978-3-95867-052-5 | 64 Seiten, Softcover                                                     | - „Bestienmeister“ im Splitterwiki                                                                                              |
| Diener der Götter – Kirchen und Kulte von Lorakis        | 23. Februar 2017   | ISBN 3-95867-070-9     | 144 Seiten, Hardcover                                                    | - „Diener der Götter“ im Splitterwiki                                                                                           |
| Das Unreich – Grenzlande am Graulenkamm                  | 22. März 2017      | ISBN 978-3-95867-082-2 | 64 Seiten, Softcover                                                     | - „Das Unreich“ im Splitterwiki                                                                                                 |
| Zhoujiang – Der Phönix im Schatten des Drachen           | 28. Juni 2017      | ISBN 978-3-95867-062-4 | 144 Seiten, Hardcover                                                    | - „Zhoujiang“ im Splitterwiki                                                                                                   |
| Esmoda – Die Zitadelle der Unsterblichkeit               | 3. November 2017   | ISBN 3-95867-114-4     | 64 Seiten, Softcover                                                     | - „Esmoda“ im Splitterwiki |
| Farukan – Unter dem Pfauenthron                          | 3. November 2017   | ISBN 3-95867-090-3     | 127 Seiten, Hardcover                                                    | - „Farukan“ im Splitterwiki |
| Flammensenke – Land der tausend Gefahren                 | 21. Dezember 2017  | ISBN 978-3-95867-107-2 | 64 Seiten, Softcover                                                     | - „Flammensenke“ im Splitterwiki                                                                                                |
| Feinde & Schurken – Lorakische Widersacher               | 22. März 2018      | ISBN 978-3-95867-116-4 | 144 Seiten, Hardcover                                                    | - „Feinde & Schurken“ im Splitterwiki                                                                                           |
| Fahrende Völker – Teleshai und Afali                     | 22. März 2018      | ISBN 978-3-95867-135-5 | 64 Seiten, Softcover                                                     | - „Fahrende Völker“ im Splitterwiki                                                                                             |
| Ruinen und Paläste – Lorakische Bauwerke                 | 12. Juli 2018      | ISBN 978-3-95867-136-2 | 144 Seiten, Hardcover                                                    | - „Ruinen und Paläste“ im Splitterwiki                                                                                          |
| Ungebrochen – Zwingard, Termark und die Blutgrasweite    | 13. September 2018 | ISBN 3-95867-150-0     | 141 Seiten, Hardcover                                                    | - „Ungebrochen“ im Splitterwiki                                                                                                 |
| Splittermond: Die Magie                                  | 18. Oktober 2018   | ISBN 3-95867-098-9     | 224 Seiten, Hardcover                                                    | - „Splittermond: Die Magie“ im Splitterwiki                                                                                     |
| Sadu – Die Fürstentümer der Südlande                     | 18. Oktober 2018   | ISBN 3-95867-159-4     | 64 Seiten, Softcover                                                     | - „Sadu - Die Fürstentümer der Südlande“ im Splitterwiki                                                                        |
| Die Suderinseln – Im Reich der Schädelkorsaren           | 4. Februar 2019    | ISBN 3-95867-170-5     | 56 Seiten, Softcover                                                     | - „Die Suderinseln“ im Splitterwiki                                                                                             |
| Das Erbe von Kesh – Turubar, Tar-Kesh und die Keshabid   | 8. März 2019       | ISBN 3-95867-182-9     | 128 Seiten, Hardcover                                                    | - „Das Erbe von Kesh“ im Splitterwiki                                                                                           |
| Banden & Orden – Lorakische Organisationen               | 1. April 2019      | ISBN 978-3-95867-188-1 | 128 Seiten, Hardcover                                                    | - „Banden & Orden“ im Splitterwiki                                                                                              |
| Mahaluu – Archipel der Glückseligkeit                    | 1. Juni 2019       | ISBN 978-3-95867-193-5 | 64 Seiten, Softcover                                                     | - „Mahaluu“ im Splitterwiki |
| Badashan – Im Reich des Affengottes                      | 20. August 2019    | ISBN 978-3-95867-192-8 | 64 Seiten, Softcover                                                     | - „Badashan“ im Splitterwiki |
| Der Mertialische Städtebund – Handelsmacht im Binnenmeer | 1. November 2019   | ISBN 3-95867-200-0     | 128 Seiten, Hardcover                                                    | - „Der Mertialische Städtebund“ im Splitterwiki                                                                                 |
| Die Wandernden Wälder – Ewiges Grün                      | 28. Februar 2020   | ISBN 978-3-95867-206-2 | 64 Seiten, Softcover                                                     | - „Die Wandernden Wälder“ im Splitterwiki                                                                                       |

### Abenteuer
Liste der Rollenspielabenteuer von Splittermond.
| Name                            | Autor | Erscheinungsdatum  | ISBN                   | Format                                                           | Links, Handouts                                                                                            |
| ------------------------------- | --- | ------------------ | ---------------------- | ---------------------------------------------------------------- | --- |
| Die Bestie von Krahorst         | Tobias Hamelmann | 1. Juni 2013       | (ohne)                 | 8 Seiten, Softcover, Teil der Schnellstarter-Regeln              | - Download als PDF bei Splittermond.de                                                                     |
| Nacht über Tannhag              | Chris Gosse | 15. Juni 2013      | (ohne)                 | 2 Seiten, PDF                                                    | - Download als PDF bei Splittermond.de - „Nacht über Tannhag“ im Splitterwiki                              |
| Ein Licht in dunkler Nacht      | Lars Reißig, Stefan Unteregger                                                                                        | 23. Dezember 2013  | (ohne)                 | 4 Seiten, PDF                                                    | - Download als PDF bei Splittermond.de - „Ein Licht in dunkler Nacht“ im Splitterwiki                      |
| Türme im Eis                    | Tilman Hakenberg, Matthias Klahn                                                                                      | 9. März 2014       | (ohne)                 | 36 Seiten, Softcover                                             | - Download als PDF bei Splittermond.de - „Türme im Eis“ im Splitterwiki                                    |
| Die Nacht der Toten             | Stefan Unteregger | 7. April 2014      | (ohne)                 | 10 Seiten, Softcover, Teil der Schnellstarter-Regeln GRT-Ausgabe | - Download als PDF bei Splittermond.de                                                                     |
| Der Fluch der Hexenkönigin      | Stefan Unteregger | 31. Juli 2014      | ISBN 978-3-942012-83-6 | 64 Seiten, Softcover                                             | - Karten und Bonusmaterial als PDF bei Splittermond.de - „Der Fluch der Hexenkönigin“ im Splitterwiki      |
| Das Geheimnis des Krähenwassers | Tobias Hamelmann | 15. Oktober 2014   | ISBN 978-3-942012-84-3 | 56 Seiten, Softcover                                             | - Karten und Bonusmaterial als PDF bei Splittermond.de - „Das Geheimnis des Krähenwassers“ im Splitterwiki |
| Unter Wölfen (Anthologie)       | Tilman Hakenberg, Sven Heyroth, Matthias Klahn, Lars Reißig, Marcus Renner; Redaktion: Uli Lindner, Stefan Unteregger | 8. Oktober 2015    | ISBN 978-3-95867-025-9 | 72 Seiten, Softcover                                             | - „Unter Wölfen“ im Splitterwiki                                                                           |
| An den Küsten der Kristallsee   | Marcus Renner, Marion Kreuz, Weltengeist, Michael Kusternig                                                           | 14. Januar 2016    | ISBN 978-3-95867-027-3 | 88 Seiten, Softcover                                             | - „An den Küsten der Kristallsee“ im Splitterwiki                                                          |
| Die Seidene Stadt               | Stefan Unteregger | 31. März 2016      | ISBN 978-3-95867-035-8 | 60 Seiten, Softcover                                             | - „Die Seidene Stadt“ im Splitterwiki                                                                      |
| Im Zeichen der Schlange         | Martin John | 26. Mai 2016       | ISBN 978-3-95867-049-5 | 70 Seiten, Softcover                                             | - „Im Zeichen der Schlange“ im Splitterwiki                                                                |
| In Feindschaft verbunden        | Frank Übe | 15. Juni 2016      | (ohne)                 | 10 Seiten, Softcover, Teil der Zeitschrift Mephisto #61          | - „In Feindschaft verbunden“ im Splitterwiki                                                               |
| Sommersonnenwende               | Tilman Hakenberg, Matthias Klahn                                                                                      | 13. Oktober 2016   | ISBN 978-3-95867-053-2 | 64 Seiten, Softcover                                             | - „Sommersonnenwende“ im Splitterwiki                                                                      |
| Jagdfieber                      | Kai Hirschfelder | 22. Dezember 2016  | (ohne)                 | 16 Seiten, Softcover, Teil der Zeitschrift Mephisto #63          | - „Jagdfieber“ im Splitterwiki                                                                             |
| Zwischen den Welten             | Kai Hirschfelder, Sascha Hoppenrath, Frank Übe, Marion Kreuz                                                          | 26. Januar 2017    | ISBN 978-3-95867-069-3 | 80 Seiten, Softcover                                             | - „Zwischen den Welten“ im Splitterwiki                                                                    |
| Alter Friede, neuer Streit      | Eike Schwarz, Lena Kalupner, Matthias Kalupner                                                                        | 22. März 2017      | ISBN 978-3-95867-083-9 | 88 Seiten, Softcover                                             | - „Alter Friede, neuer Streit“ im Splitterwiki                                                             |
| Das Wandernde Warenhaus         | Marcin Kacprzak | 14. September 2017 | (ohne)                 | 7 Seiten, Softcover, Teil der Zeitschrift Mephisto #66           | - „Das Wandernde Warenhaus“ im Splitterwiki                                                                |
| Verwunschene Mauern             | Isabella von Neissenau, Janine Nagat, Torsten Nagat, Philipp Gisbertz                                                 | 14. September 2017 | ISBN 978-3-95867-108-9 | 64 Seiten, Softcover                                             | - „Verwunschend Mauern“ im Splitterwiki                                                                    |
| Der Leuchtturm des Xarxuris     | Simone Rabe | 25. Januar 2018    | ISBN 978-3-95867-133-1 | 60 Seiten, Softcover                                             | - „Der Leuchtturm des Xarxuris“ im Splitterwiki                                                            |
| Blutschwur                      | Tobias Klahn | 19. Juli 2018      | ISBN 978-3-95867-139-3 | 64 Seiten, Softcover                                             | - „Blutschwur“ im Splitterwiki                                                                             |
| Der zerbrochene Bund            | Isabella von Neissenau                                                                                                | 6. Dezember 2018   | ISBN 3-95867-172-1     | 64 Seiten, Softcover                                             | - „Der zerbrochene Bund“ im Splitterwiki                                                                   |
| Die Narren von Aylantha         | Aşkın-Hayat Doğan | 31. Januar 2019    | ISBN 3-95867-179-9     | 64 Seiten, Softcover                                             | - „Die Narren von Aylantha“ im Splitterwiki                                                                |
| Das Kind der Hexenkönigin       | Stefan Unteregger | 8. März 2019       | ISBN 3-95867-181-0     | 64 Seiten, Softcover                                             | - „Das Kind der Hexenkönigin“ im Splitterwiki                                                              |
| Im Auftrag des Orakels          | Jens Bojaryn, Marcus Dannehl, Benjamin Hoppe, Calvin Rebenack                                                         | 1. Juni 2019       | ISBN 978-3-95867-189-8 | 64 Seiten, Softcover                                             | - „Im Auftrag des Orakels“ im Splitterwiki                                                                 |
| Schrecken aus dem Eis           | Marc Jenneßen | 1. Juli 2019       | ISBN 3-95867-180-2     | 64 Seiten, Softcover                                             | - „Schrecken aus dem Eis“ im Splitterwiki                                                                  |
| Das Prisma                      | Peter Menke | 1. Halbjahr 2020   | ISBN 978-3-95867-211-6 | 72 Seiten, Softcover                                             | - „Das Prisma“ im Splitterwiki                                                                             |
| Der Pakt der Hexenkönigin       | Stefan Unteregger | 1. Oktober 2020    | ISBN 978-3-95867-218-5 | 72 Seiten, Softcover                                             | - „Der Pakt der Hexenkönigin“ im Splitterwiki                                                              |

### Mondsplitter-Reihe
Die Mondsplitter-Reihe umfasst kurze, schnell spielbare Abenteuer im DIN A5-Format, die mit den Regeln der Einsteiger-Box gespielt werden können.
| Name                  | Autor             | Erscheinungsdatum  | ISBN                   | Format                       | Links, Handouts                           |
| --------------------- | ----------------- | ------------------ | ---------------------- | ---------------------------- | ----------------------------------------- |
| Der Schimmerturm      | Michael Wuttke    | 14. September 2017 | ISBN 978-3-95867-100-3 | 44 Seiten, Softcover, DIN A5 | - „Der Schimmerturm“ im Splitterwiki      |
| Drachenpakt           | Sebastian Willert | 16. November 2017  | ISBN 978-3-95867-115-7 | 40 Seiten, Softcover, DIN A5 | - „Drachenpakt“ im Splitterwiki           |
| Vangaras Prüfung      | Janine Nagat      | 15. Februar 2018   | ISBN 978-3-95867-134-8 | 40 Seiten, Softcover, DIN A5 | - „Vangaras Prüfung“ im Splitterwiki      |
| Drache und Nachtigall | Weltengeist       | 22. März 2018      | ISBN 978-3-95867-137-9 | 40 Seiten, Softcover, DIN A5 | - „Drache und Nachtigall“ im Splitterwiki |
| Im Rücken des Feindes | Mike Krzywik-Groß | 24. Mai 2018       | ISBN 978-3-95867-143-0 | 32 Seiten, Softcover, DIN A5 | - „Im Rücken des Feindes“ im Splitterwiki |
| Hutjagd               | Benjamin Hoppe    | 13. Dezember 2018  | ISBN 3-95867-177-2     | 40 Seiten, Softcover, DIN A5 | - „Hutjagd“ im Splitterwiki               |
| Donnernde Hufe        | Lars Reißig       | 9. Mai 2019        | ISBN 3-95867-178-0     | 40 Seiten, Softcover, DIN A5 | - „Donnernde Hufe“ im Splitterwiki        |

### Splittermond-Romanreihe
Seit 2017 erscheint zu Splittermond eine Romanreihe, deren ansonsten untereinander nicht zusammenhängende Romane alle in Lorakis, der Welt von Splittermond, spielen. Die Romane erscheinen beim Verlag Feder & Schwert, dem Schwesterverlag des Uhrwerkverlags.
| Name                      | Autor                  | Erscheinungsdatum  | ISBN                                                      | Format                  | Links, Handouts                               |
| ------------------------- | ---------------------- | ------------------ | --------------------------------------------------------- | ----------------------- | --------------------------------------------- |
| Nacht über Herathis       | Anton Weste            | 16. März 2017      | ISBN 978-3-86762-280-6 (alt) ISBN 978-3-86762-279-0 (neu) | 307 Seiten, Taschenbuch | - „Nacht über Herathis“ im Splitterwiki       |
| Die Pyramiden von Pirimoy | Christian Lange        | 12. Oktober 2017   | ISBN 978-3-86762-291-2                                    | 320 Seiten, Taschenbuch | - „Die Pyramiden von Pirimoy“ im Splitterwiki |
| Phönix und Affe           | Judith C. Vogt         | 25. April 2018     | ISBN 978-3-86762-293-6                                    | 312 Seiten, Taschenbuch | - „Phönix und Affe“ im Splitterwiki           |
| Alles zum Schein          | Vincent Voss           | 20. September 2018 | ISBN 978-3-86762-329-2(alt) ISBN 978-3-86762-291-2 (neu)  | 278 Seiten, Taschenbuch | - „Alles zum Schein“ im Splitterwiki          |
| Kalt wie Eis              | Felix Münter           | 18. Oktober 2018   | ISBN 978-3-86762-331-5                                    | 304 Seiten, Taschenbuch | - „Kalt wie Eis“ im Splitterwiki              |
| Jenseits der Seidenstraße | Ann-Kathrin Karschnick | 20. März 2019      | ISBN 978-3-86762-368-1                                    | 336 Seiten, Taschenbuch | - „Jenseits der Seidenstraße“ im Splitterwiki |
| Die ewig Lächelnde        | Michael Masberg        | 31. Oktober 2019   | ISBN 978-3-86762-391-9                                    | 304 Seiten, Taschenbuch | - „Die ewig Lächelnde“ im Splitterwiki        |

Seit 2021 erscheinen die Splittermond Romane in signierter und limitierter Auflage direkt beim Uhrwerk Verlag. Diese werden nicht über den normalen Buchhandel verkauft, sondern sind nur beim Uhrwerk Verlag direkt zu erhalten.
| Name            | Autor             | Erscheinungsdatum | ISBN                   | Format                | Limitiert auf | Links, Handouts                 |
| --------------- | ----------------- | ----------------- | ---------------------- | --------------------- | ------------- | ------------------------------- |
| Trümmerland     | Mike Krzywik-Groß | 14. Oktober 2021  | ISBN 978-3-95867-244-4 | 256 Seiten, Hardcover | 500           | - „Trümmerland“ im Splitterwiki |
| Sehne der Macht | Sonja Rüther      | Mai 2022          | ISBN 978-3-95867-252-9 | 257 Seiten, Hardcover | 500           |                                 |

### Tabletop-Miniaturenspiel
Auf der HeinzCon 2015, der Hauseigenen Convention des Uhrwerk Verlags wurde ein (bisher namenloses) Tabletop-Miniaturenspiel angekündigt, das im Splittermond-Universum angesiedelt sein sollte. Ein Release war für 2016 angesetzt. Im März 2018 wurde im Verlagsforum zwar die vorläufige Einstellung des Projekts bestätigt, aber im Zuge des zweiten Splittermond-Autorentreffens 2018 wurde die Arbeit daran offiziell wieder aufgenommen.

## Auszeichnungen
- Sieger des Deutschen Rollenspielpreises 2014 in der Kategorie Zubehör mit dem Weltenband[7]
- Sieger des Deutschen Rollenspielpreises 2015 in der Kategorie Grundregelwerke mit dem Regelwerk[8]
- Nominiert für die Auswahlliste des Deutschen Rollenspielpreises 2015 in der Kategorie Zubehör mit dem Abenteuer „Der Fluch der Hexenkönigin“[9]
- Sieger des Deutschen Rollenspielpreises 2016 in der Kategorie Grundregelwerke mit der „Splittermond Einsteigerbox: Aufbruch ins Abenteuer“[10]

## Rezensionen
- Durchgeblaettert: „Splittermond: Die Welt“[11]
- Arkanil: „Layout-Vergleich: Lorakis vs. Myranor vs. Aventurien“[12]
- Splitterträger: „Splittermond: Die Welt“[13]
- Arkanil: „Weiße Flecken auf Lorakis“[14]
- Bobas :T: Time: „Splittermond: Die Welt“[15]
- Ringbote: „Splittermond: Die Welt“[16]
- NerdImpact: „Splittermond: Die Welt“[17]
- Sternenwanderer: „Splittermond: Die Welt“[18]
- Arkanil: „Splittermond: Die Welt“[19]
- Teilzeithelden: „Splittermond: Die Welt“[20]
- Neue Abenteuer: „Splittermond: Die Welt“[21]
- Von der Seifenkiste herab: „Charaktererschaffung...“[22]
- Neue Abenteuer: „Splittermond: Die Regeln“[23]
- Von der Seifenkiste herab: „Abenteuer: Der Fluch der Hexenkönigin“[24]
- Tagschatten: „Splittermond: Die Regeln“[25]
- Sternenwanderer: „Splittermond: Die Regeln“[26]
- Ringbote: „Splittermond: Die Regeln“[27]
- Arkanil: „Abenteuer: Der Fluch der Hexenkönigin“[28]
- Mephisto #58: „Splittermond“[29]